# Novi Zagreb – istok
Novi Zagreb – istok gradska je četvrt u upravnom ustrojstvu Grada Zagreba.
Gradska četvrt osnovana je Statutom Grada Zagreba 14. prosinca 1999., i čini polovicu tradicionalnog dijela Zagreba zvanog Novi Zagreb.
Po podacima iz 2011. površina četvrti je 16,54 km2, a broj stanovnika 59 055.
Godine 1961. na tom području živjelo je tek 3500 stanovnika.
Četvrt obuhvaća gradska naselja Dugave, Hrelić, Jakuševec, Sloboština, Sopot, Središće, Travno, Utrina i Zapruđe, i prigradska mjesta Buzin i Veliko Polje.
Znamenitosti četvrti su park i jezero Bundek i Muzej suvremene umjetnosti. 
U četvrti se nalazi odlagalište otpada Jakuševec, kao i sajam automobila i rabljene robe u Hreliću.

## Vijeće gradske četvrti Novi Zagreb – istok
- predsjednik: nije izabran
- potpredsjednik: nije izabran

Vijeće gradske četvrti Novi Zagreb – istok ima 19 zastupnika.
| lista | lista                                                                  | nositelj liste            | glasovi | postotak | mandati |
| ----- | ---------------------------------------------------------------------- | ------------------------- | ------- | -------- | ------- |
|       | Možemo! – SDP                                                          | Darko Konjiković          | 9997    | 48,07 %  | 13 / 19 |
|       | HDZ – Domovinski pokret – HSU – HSS                                    | Marko Dvorski             | 2657    | 12,77 %  | 3 / 19  |
|       | NL Marija Selak Raspudić                                               | Sandra Kapetanović Bitići | 2226    | 10,70 %  | 2 / 19  |
|       | Zagreb United                                                          | Sanjica Fresl             | 1278    | 6,14 %   | 1 / 19  |
|       | Jedino Hrvatska! – Domino – Hrvatski suverenisti – Blok za Hrvatsku    | Milan Knežević            | 1015    | 4,88 %   | 0 / 19  |
|       | DO i SIP – GLAS – ORaH – Reformisti                                    | Marko Pušić               | 855     | 4,11 %   | 0 / 19  |
|       | NL Pavle Kalinić – Stranka umirovljenika – Umirovljenici zajedno – ZDS | Milenko Arapović          | 816     | 3,92 %   | 0 / 19  |
|       | Most – HSP                                                             | Branimir Pervan           | 524     | 2,52 %   | 0 / 19  |
|       | Hoćemo pravedno – Pokret za modernu Hrvatsku                           | Mirela Mikić Muha         | 507     | 2,43 %   | 0 / 19  |
|       | Kandidacijska lista grupe birača                                       | Ratko Bedeković           | 496     | 2,38 %   | 0 / 19  |
|       | Plavi grad – Blok umirovljenici zajedno                                | Danijel Banić             | 422     | 2,02 %   | 0 / 19  |

## Vanjske poveznice
- Službene stranice grada Zagreba
- Službena web stranica Gradske četvrti